# 勝山倫也
勝山 倫也（かつやま ともや、1963年1月31日 - ）は、日本の実業家。朝日放送ラジオ社長、（株）ディー・エル・イー代表取締役社長を務めた。大阪府出身。

## 経歴・人物
1986年に大阪大学経済学部を卒業し、朝日放送に入社。総合ビジネス局長、ラジオ局長を経て、2018年から2019年まで初代朝日放送ラジオ社長を務めた。。
2019年から2021年までディー・エル・イーの代表取締役社長を務めた。
2022年から北陸朝日放送の常務取締役に就任。
2024年から北陸朝日放送の専務取締役に就任。